# Liste der Naturdenkmale in Aitrach
| Naturdenkmale | Anzahl |
| ------------- | ------ |
| FND           | 7      |
| END           | 0      |
| Gesamt        | 7      |

Die Liste der Naturdenkmale in Aitrach nennt die verordneten Naturdenkmale (ND) der im baden-württembergischen Landkreis Ravensburg liegenden Gemeinde Aitrach. In Aitrach gibt es insgesamt 7 als Naturdenkmal geschützte Objekte, alle sind flächenhafte Naturdenkmale (FND), keines ist ein Einzelgebilde-Naturdenkmal (END).
Stand: 31. Oktober 2016.

## Flächenhafte Naturdenkmale (FND)
| Name                             | Bild | Kennung     | Einzelheiten | Position | Fläche Hektar | Datum         |
| -------------------------------- | ---- | ----------- | ------------ | -------- | ------------- | ------------- |
| Aitrach-Altarm „Oberhausen Nord“ | BW   | 84360041739 | Aitrach      | ⊙        | 0,8           | 18. Mai 1981  |
| Aitrach-Altarm „Oberhausen Süd“  | BW   | 84360041738 | Aitrach      | ⊙        | 1,1           | 18. Mai 1981  |
| Anmoor bei Baniswald             | BW   | 84360041711 | Aitrach      | ⊙        | 0,2           | 10. Okt. 1989 |
| Hangquellen bei Ruine Marstetten | BW   | 84360041706 | Aitrach      | ⊙        | 0,2           | 10. Okt. 1989 |
| Streuwiese nördl. Treherz        | BW   | 84360041735 | Aitrach      | ⊙        | 0,3           | 10. Okt. 1989 |
| Streuwiese westl. Treherz        | BW   | 84360041709 | Aitrach      | ⊙        | 0,7           | 10. Okt. 1989 |
| Tümpel bei Schmiddis             | BW   | 84360041737 | Aitrach      | ⊙        | 0,3           | 10. Okt. 1989 |
| Legende für Naturdenkmal         |      |             |              |          |               |               |